# Jacques De Busscher
Pour les articles homonymes, voir Debusschere.
Jacques De Busscher, né le 16 avril 1902 à Gand et mort 16 octobre 1966 à Gand, est un psychiatre belge.

## Biographie
Après avoir fait ses études à l'Université de Gand, il commence à enseigner à partir de 1935 à l'Université libre de Bruxelles. Il est nommé à la chaire de psychiatrie à l'université de Gand en 1946 en succédant à René Nyssen, chaire qu'il occupe jusqu'à sa mort en 1966.
À Gand, il enseigne également la neurologie (depuis 1949) et l'ortho-pédagogie (depuis 1965). Entre 1956 et 1958, il est directeur de l'Institut supérieur de pédagogie. Parallèlement il assure les cours de médecine légale en régime néerlandais à l'ULB et le cours de prophylaxie criminelle à l'École des Sciences criminologiques Léon Cornil dont il devient président en 1966.
Il travaille à l'hôpital civil De Bijloke à Gand. Il a fait une psychanalyse avec Westerman Holstijn (Amsterdam) et il est un des seuls psychiatres belges à défendre la psychanalyse dans l'entre-deux-guerres. Il est membre de la société psychanalytique néerlandaise, Nederlandse Vereniging voor Psychoanalyse de 1936 à 1964, et membre à titre personnel de l'Association psychanalytique internationale jusqu'en 1949. Il s'oppose pourtant à la création d'une société psychanalytique belge, et y met des obstacles par ses prises de position et ses interventions dans le monde médical
Membre de la loge gantoise[Quoi ?] Le Septentrion, il attire l'attention[Quoi ?] du Sipo-SD pendant la Deuxième Guerre mondiale.

## Membre dans des associations médicales
- Société royale de médecine mentale de Belgique
- Société belge de neurologie
- Ligue nationale belge contre l'Épilepsie (fondateur)
- Ligue belge pour l'Étude de la sclérose en placques
- 1957 : Koninklijke Vlaamse Academie voor Geneeskunde van België